# Мари (окръг Ларнака)
Вижте пояснителната страница за други значения на Мари.
Марѝ (на гръцки: Μαρί) е село в Кипър, окръг Ларнака. Според статистическата служба на Република Кипър през 2001 г. селото има 177 жители.
Намира се на 5 km западно от Зиги.